# Csikomekoatl

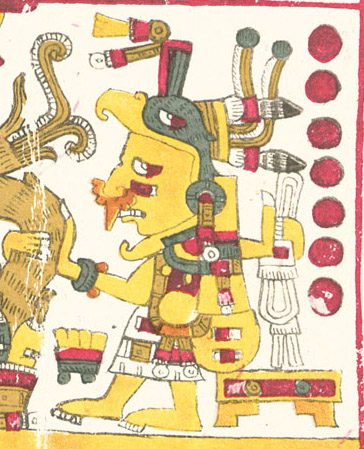
Csikomekoatl ábrázolása a Borgia-kódexben

Csikomekoatl (spanyolos írásmóddal: Chicomecóatl, jelentése: hét kígyó), más néven Silonen a zsenge kukorica anyja, a kukorica, az étel és a bőség istennője az azték mitológia középső időszakában. Szinteotl kukoricaisten társa, jelképük egy kukoricacső volt. Ő volt Tezkatlipoka felesége. A szegény emberek pártfogóját tisztelték benne.
Megfelelője a kicse mitológiában Skanil.

## Szokások
Minden szeptemberben egy fiatal lányt áldoztak fel, aki az istennő megszemélyesítöje volt. A papok lefejezték a lányt, majd az összegyűjtött vérével behintették Csikomekoatl szobrait. A testet megnyúzták, az egyik pap pedig magára húzta a bőrt.

## Ábrázolásai
A legtöbbször Csalcsiutlikve attribútumaival ábrázolják, ilyen például az azonos hajviselet és az arcába lógó szövet csíkok.
Három teljesen eltérő alakban jelenik meg:
- Sárga-zöld ruhát viselő, virágot gyűjtő kislány.
- Ölelésével halált hozó asszony.
- A napot pajzsként használó anya.